# Montemagno (Quarrata)
Montemagno è una frazione del comune di Quarrata (precedentemente di quello di Tizzana), in Provincia di Pistoia. Con le adiacenti borgate di Forrottoli e Gironi, si distende sulle pendici settentrionali del Montalbano, in un territorio solcato dai corsi d'acqua del Guado, Pillone e La Fonte.

## Storia
Le prime tracce di Montemagno si trovano nel 1155, quando Federico Barbarossa assegnò il feudo a Tracia, vescovo di Pistoia. Nel bosco si trovano ancora tratti del muro fatto costruire dai Medici nel 1626, originariamente lungo 50 km, che circondava la riserva di caccia del Barco Reale.
Nel piccolo abitato ci sono un ufficio postale ed un circolo ricreativo. Nel medesimo edificio c'era la scuola elementare, frequentata da bambini e bambine delle frazioni vicine.

## La pieve
La pieve di San Giovanni Evangelista costituisce il nucleo attorno al quale si raccoglie la frazione di Montemagno. Le sue prime notizie risalgono ad un documento del 1132, e la costruzione medievale si trovava all'interno di un antico castello fortificato. Inizialmente dedicata a San Giovanni Battista, l'intitolazione a San Giovanni Evangelista compare appena nel 1535.

Sopra l'altar maggiore conserva un dipinto raffigurante la Trasfigurazione di Cristo sul monte Tabor, opera di Girolamo Scaglia, pittore di Lucca nato ne 1620 circa e morto nel 1686.

## Galleria d'immagini

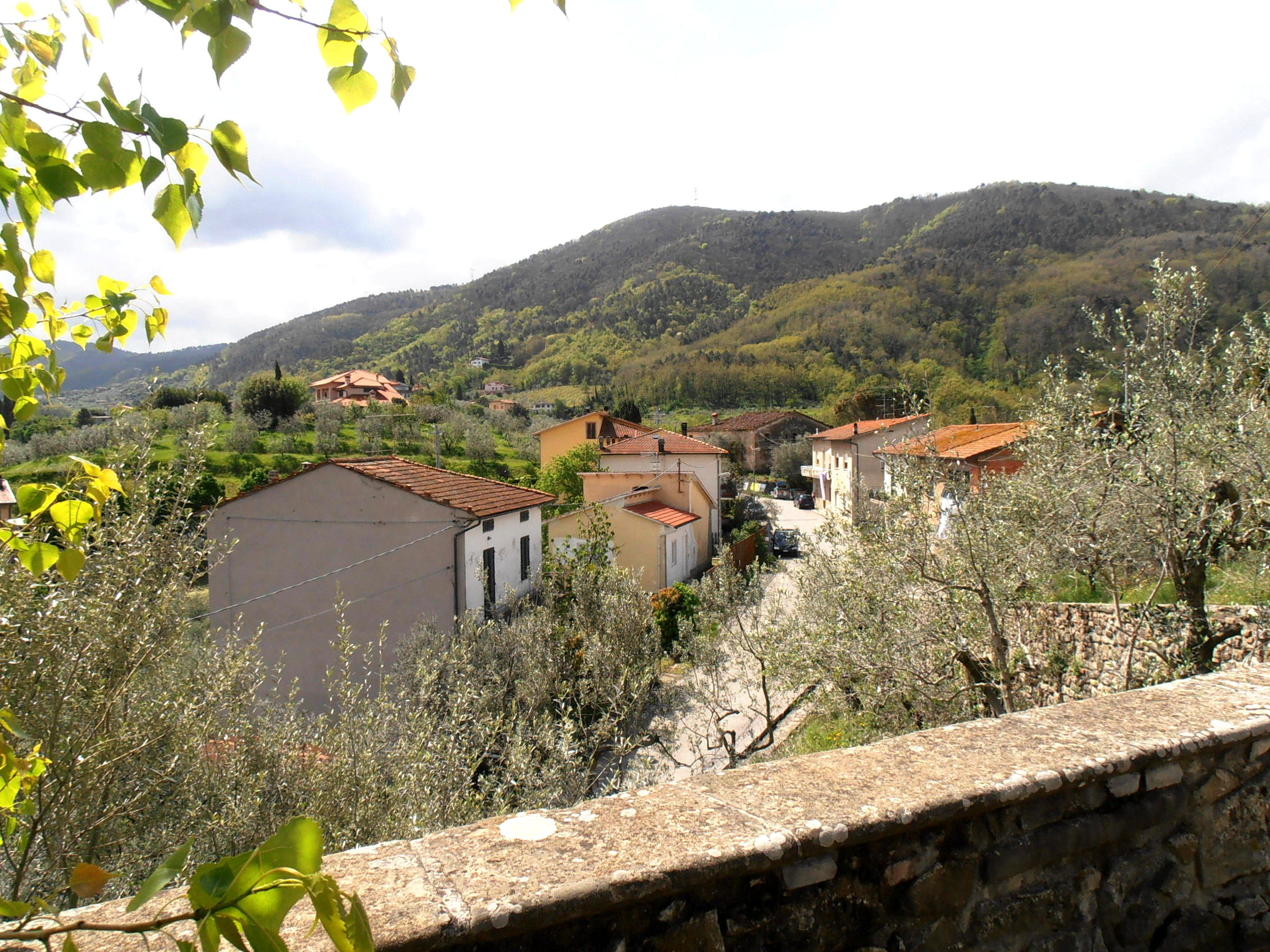
L'abitato di Montemagno
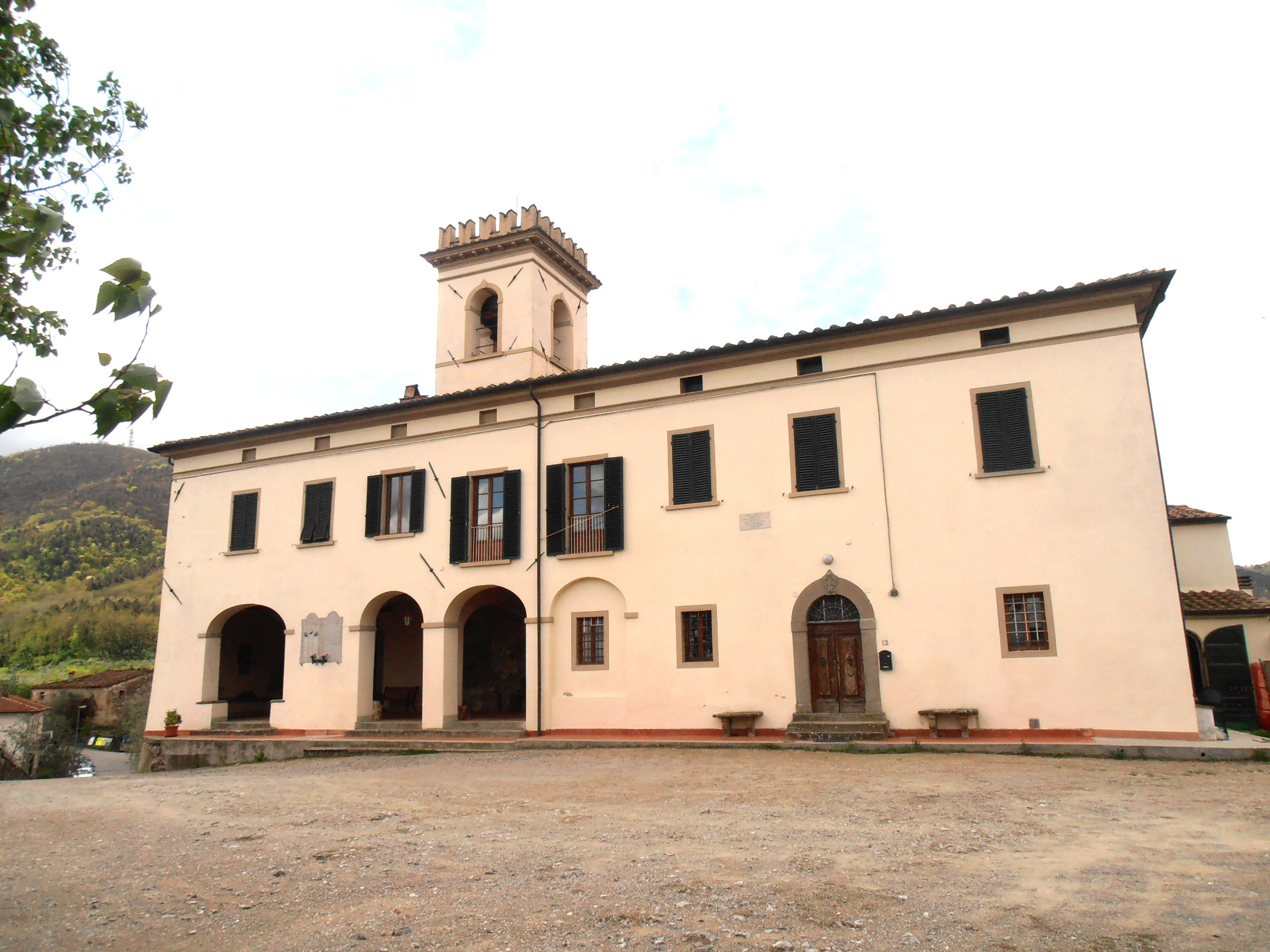
La pieve di San Giovanni Evangelista
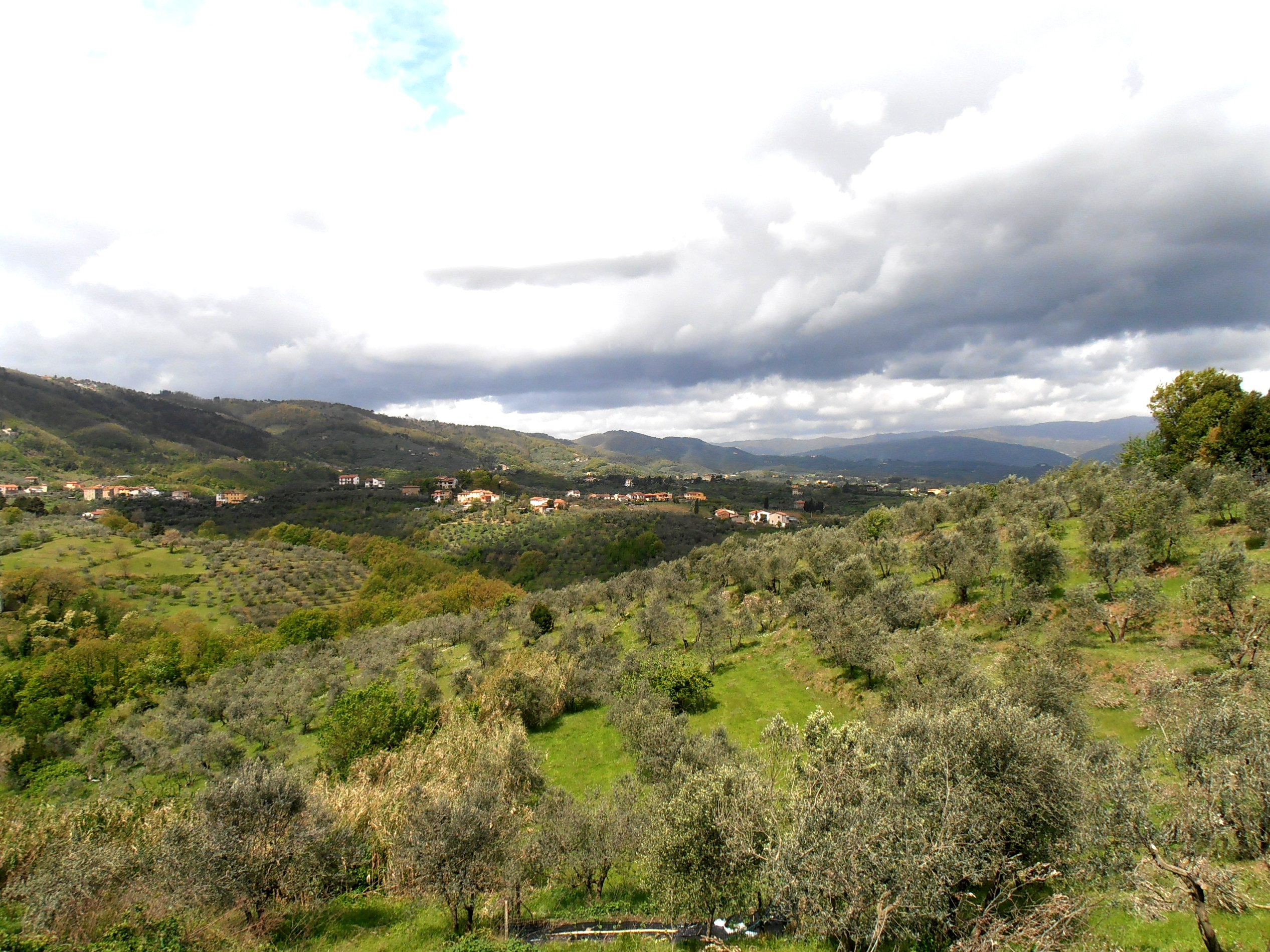
Panorama da Montemagno